# سلطان رحمانوف
سلطان رحمانوف (انگلیسی: Sultan Rakhmanov; ۶ ژوئن ۱۹۵۰ – ۵ مهٔ ۲۰۰۳) وزنه‌بردار اهل اتحاد جماهیر شوروی سوسیالیستی بود.
وی در مسابقات کشوری و بین‌المللی در مجموع برندهٔ ۱۰ مدال طلا، ۱ مدال نقره، ۱ مدال برنز شده‌است.